# 裸吻舟尾鱈
裸吻舟尾鱈（学名：Kumba gymnorhynchus），又名鱈魚，为輻鰭魚綱鱈形目鼠尾鱈科舟尾鱈屬下的一个种，為深海底棲性魚類，分布於東印度洋澳洲西部海域，深度1260-1370公尺，體長可達49.6公分，棲息在底層水域，生活習性不明。

## 扩展阅读
- 維基物種上的相關：裸吻舟尾鱈